# Salice Salentino
Salice Salentino est une commune italienne de la province de Lecce, dans la région des Pouilles.

## Géographie
Salice Salentino est située au centre du Salento, à la frontière des provinces de Brindisi et de Tarente, à seulement 21,4 km de Lecce. 
Communes limitrophes : Avetrana, Campi Salentina, Guagnano, Nardò, San Pancrazio Salentino, Veglie.

## Histoire
Le premier document dans lequel figure le nom de Salice est un document de Roger le Normand, duc de Pouilles, daté du 10 avril 1102. Le nom provient de la forêt de plantes de Salicaceae qui se trouvait autrefois sur le territoire actuel de la municipalité. Il s'agit alors d'une ferme, appelée Oppidum Salicis, qui a appartenu à plusieurs familles nobles.

## Monuments et sites d'intérêt
- Castello Monaci, château des moines du XVIe siècle.
- Restes de la Maison du Roi, résidence de Raimondello Orsini del Balzo et Marie d'Enghien, XIVe siècle.
- Église mère de Sainte-Marie-Assomption, XVIe siècle.
- Couvent des Frères mineurs et église de la Visitation, XVIe siècle.
- Église de la Vierge du lait, XVIe siècle.
- Église de Saint-Joseph travailleur, XXe siècle.
- Diverses masserie (fermes fortifiées).

## Économie
L'économie de Salice Salentino est essentiellement agricole, en particulier la production de vin DOC et d'huile.

## Transport
La ville est desservie par une petite ligne de train de la ligne Martina Franca-Lecce des Chemins de fer du Sud Est. 

## Administration
| Période                                  | Période    | Identité        | Étiquette       | Qualité |
| ---------------------------------------- | ---------- | --------------- | --------------- | ------- |
| 11/06/2017                               | En cours   | Antonio Rosato  | (liste civique) |         |
| 07/05/2012                               | 11/06/2017 | Giuseppe Tondo  | (liste civique) |         |
| 29/05/2007                               | 07/05/2012 | Donato De Mitri | (liste civique) |         |
| Les données manquantes sont à compléter. |            |                 |                 |         |